# Ainay-le-Vieil
Ainay-le-Vieil is een gemeente in het Franse departement Cher (regio Centre-Val de Loire) en telt 199 inwoners (2004). De plaats maakt deel uit van het arrondissement Saint-Amand-Montrond.
Bezienswaardig is het Château d'Ainay-le-Vieil.

## Geografie
De oppervlakte van Ainay-le-Vieil bedraagt 14,2 km², de bevolkingsdichtheid is 14,0 inwoners per km².
De onderstaande kaart toont de ligging van Ainay-le-Vieil met de belangrijkste infrastructuur en aangrenzende gemeenten.

## Demografie
Onderstaande figuur toont het verloop van het inwonertal (bron: INSEE-tellingen).